# Expedito Machado
Expedito Machado da Ponte (Crateús, 15 de junho de 1918 — Fortaleza, 25 de novembro de 2010) foi engenheiro agrônomo, empresário e político brasileiro. Foi deputado estadual pelo Ceará em 1955 e deputado federal em 1958 e 1962. Serviu como Ministro da Viação e Obras Públicas, de 21 de junho de 1963 a 31 de março de 1964.
Nasceu em Crateús, Ceará, o primogênito dos onze filhos de Maria de Melo Machado e de Francisco de Assis Machado (da Ponte), oriundos de notável família cearense.
Entre 1938 e 1940, cursou a Escola Militar do Realengo, no Rio de Janeiro, formando-se, posteriormente, em agronomia. Militante do Partido Social Democrático desde 1946, membro do diretório regional do Ceará, elegeu-se deputado estadual em outubro de 1954, e deputado federal em outubro de 1958.
Reeleito em 1962, foi nomeado para o Ministério da Viação e Obras Públicas em junho de 1963. Licenciou-se então da Câmara dos Deputados para integrar o segundo gabinete ministerial presidencialista do governo João Goulart. Após o golpe militar de 31 de março de 1964, que depôs o presidente, foi afastado da pasta, retornando à Câmara. Em 13 de junho, teve seu mandato parlamentar cassado e seus direitos políticos suspensos por dez anos com base no Ato Institucional nº 1, editado em 9 de abril de 1964. Exilou-se em Paris, França, onde permaneceu por onze meses.
Voltou à política graças à anistia decretada em 28 de agosto de 1979, e com a extinção do bipartidarismo, em novembro, foi um dos fundadores do Partido Popular (PP), no Ceará, um ano depois. Em fevereiro de 1982, quando o PP incorporou-se ao Partido do Movimento Democrático Brasileiro, filiou-se a esta agremiação. No pleito de novembro de 1986, disputou uma vaga de deputado federal constituinte pela legenda do PMDB. Eleito, tomou posse em 1º de fevereiro do ano seguinte, organizando e liderando o Centro Democrático — chamado Centrão —, constituído por 178 parlamentares conservadores, favoráveis a uma Constituição mais liberal e menos estatizante. Com a promulgação da Constituição, em 5 de outubro de 1988, deu continuidade ao seu mandato ordinário na Câmara dos Deputados, onde permaneceu até o final da legislatura, em janeiro de 1991, sem ter concorrido à reeleição.
Abandonando a carreira política, dedicou-se a atividades empresariais.